# اندیس کوه بزد۲
کوه بزد۲ یک اندیس غیرفلزی است که در حوالی شهر کهریز نو استان خراسان قرار دارد و مادهٔ معدنی موجود در آن، باریت است.  